# Terra Lliure
Terra Lliure (en español: Tierra Libre) fue una organización terrorista española de ideología separatista catalana y socialista fundada en 1978 y disuelta en 1991. Cometió más de 200 atentados terroristas, provocando daños materiales, numerosos heridos y una víctima mortal. Durante su existencia, las Fuerzas de Seguridad del Estado llegaron a detener a 300 personas vinculadas a la organización terrorista. Terra Lliure se disolvió en 1991, abandonando la lucha armada. Algunos de sus dirigentes y militantes ingresaron posteriormente en Esquerra Republicana de Catalunya (ERC), que les exigió la renuncia explícita al terrorismo como condición sine qua non para dicho ingreso. Los presos de la organización fueron saliendo de la cárcel tras ser indultados o cumplir condena. En 1996 ya no quedaba ningún miembro de Terra Lliure en prisión.

## Trasfondo
Después de la muerte del dictador Francisco Franco en 1975 dio comienzo la transición española a la democracia. En 1977, el presidente de la Generalidad Josep Tarradellas (en el exilio) volvió a Cataluña y la Generalidad fue restablecida. Siguiendo la aprobación de la Constitución española de 1978, en 1979 se aprobó el estatuto de autonomía de Cataluña, mediante el cual este territorio se constituyó como comunidad autónoma.
No satisfechos con aquel nivel de autonomía, algunas organizaciones reactivaron las peticiones de independencia para Cataluña. Esa demanda había estado presente desde comienzos del siglo XX, pero después de la dictadura ganó mayor soporte entre la sociedad catalana. Esto llevaría a ciertos sectores independentistas a usar la amenaza y la violencia terroristas para alcanzar esa meta.

## Historia

### Formación y primeros atentados
Hizo su aparición pública en 1979, con el primer muerto por enfrentamiento con la policía y con el primer fallecido por manipular un artefacto explosivo —en los dos años siguientes puso varias bombas contra la empresa de electricidad FECSA—. En efecto, el 26 de enero de 1979 falleció al tratar de huir de la Policía Nacional un miembro de la organización, Martí Marcó, de 19 años de edad, y poco después muere también Fèlix Goñi Bruc, al estallarle la bomba que estaba manipulando.
Terra Lliure se dio a conocer oficialmente en un partido de fútbol en el Camp Nou de Barcelona el 23 de junio de 1981, en el marco de la campaña Som una Nació (Somos una Nación). La primera Asamblea de Terra Lliure se celebró en el sur de Francia. La mayoría de sus miembros provenían de las organizaciones terroristas Exèrcit Popular Català (EPOCA) y Front d'Alliberament Català (FAC), y del Partit Socialista d'Alliberament Nacional (PSAN).
En su primer documento público, cuyo título es "Crida de Terra Lliure" (Llamada de Tierra Libre), se definen a sí mismos como una "organización revolucionaria que lucha por la independencia total de los Países Catalanes" y hacen un llamamiento a la "lucha contra el proceso de destrucción sistemática a que está sometida nuestra nación", destrucción que concreta en varios puntos, el primero de los cuales se refiere a la "destrucción política que supone la separación de los Países Catalanes en tres regiones autónomas con lenguas y símbolos diferentes, instituciones diferentes...". El documento, fechado en los "Països Catalans" el 24 de junio de 1981, termina con un llamamiento: Visca la Terra! Independència o mort! Visca la lluita armada! Una sola nació, Països Catalans! (¡Viva la Tierra! ¡Independencia o muerte! ¡Viva la lucha armada! Una sola nación, ¡Países Catalanes!).
Uno de los primeros dirigentes de Terra Lliure fue Josep de Calassanç Serra, alias Cala, hijo del historiador Josep Calassanç Serra i Ràfols y hermano de Eva Serra y Blanca Serra, ambas vinculadas entonces al grupo Independentistes dels Països Catalans (IPC). Cala fue expulsado de Terra Lliure en 1983.

### Secuestro y atentado contra Federico Jiménez Losantos
El 21 de mayo de 1981 dos miembros de Terra Lliure secuestraron a Federico Jiménez Losantos, entonces profesor del instituto Puig Castellar de Santa Coloma de Gramanet y a otra profesora del centro. Jiménez Losantos se había convertido en objetivo de los terroristas por promover el llamado Manifiesto de los 2.300, firmado por intelectuales y profesionales, cuya lista completa nunca se hizo pública, en el que se denunciaba la situación de "discriminación lingüística" que, según los firmantes, padecían los castellanoparlantes en Cataluña, y denunciaba la obligatoriedad de estudiar en catalán. Tras el secuestro, ambos profesores fueron trasladados a un pinar cercano a Santa Coloma de Gramanet, donde fueron atados a un árbol. A continuación dispararon sobre Jiménez Losantos en una pierna —«el kneecapping (nombre en inglés para esta acción) estaba entonces de moda, y era de un uso muy frecuente como método de advertencia en el Ulster para ambos bandos, los lealistas o el IRA. Era y es un aviso: la próxima vez, el tiro será en la cabeza»—, no sin antes haberle explicado que el atentado terrorista era de "represalia" por ser un "enemigo de los Países Catalanes". Desde entonces arrastra una visible cojera.  El autor del disparo fue Pere Bascompte, que sería condenado en julio de 1983 por este hecho a 9 años de cárcel, de los que solo cumplió 4 meses al salir de prisión aprovechando un error administrativo y huir al extranjero hasta que prescribió el delito Lo que pretendían los terroristas era recibir apoyos y simpatías por el atentado como sucedía en Irlanda del Norte, donde ser objeto de un kneecapping (un disparo en la rodilla) conllevaba una condena moral para la víctima y no para el asesino. Pero el atentado contra Jiménez Losantos provocó un gran escándalo y fue, como ha señalado el historiador Enric Ucelay-Da Cal, «muy desfavorable al objetivo de los terroristas».
Uno de los fundadores de Terra Lliure, Jaume Fernández Calvet, justificó el atentado años después como una acción para frenar una «maniobra lerrouxista» y también manifestó entonces su satisfacción porque Jiménez Losantos ya no estuviera en Cataluña. Según Ucelay-Da Cal, «en Cataluña, incluso hoy sigue sin ser condenado dicho acto [el atentado contra Jiménez Losantos], ya que la inmersión lingüística se considera intocable. En el presente, muchos catalanistas suelen excusar la acción del comando».

### Atentados con bomba y muerte y detención de activistas: 1984-1989

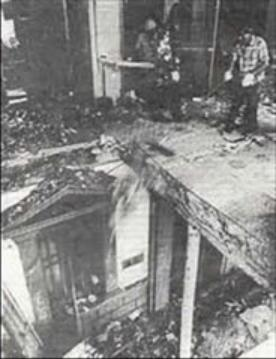
Estado en el que quedó el Juzgado de Borjas Blancas (Lérida) tras el atentado de Terra Lliure sufrido en 1987.

El escándalo provocado por el atentado a Jiménez Losantos hizo que Terra Lliure decidiera no actuar nunca más contra personas, pero sí realizar atentados con bombas porque «no hacían daño a nadie». Así entre 1980 y 1992 llevó a cabo numerosos atentados, la inmensa mayoría en Cataluña, pero algunos en Valencia. Su objetivo principal fueron entidades públicas «españolas» —«desde servicios forestales o de trabajo, a instalaciones de la guardia civil y de la marina, y edificios judiciales»—. Sin embargo, al no atentar contra personas como hacía ETA en esos años, la repercusión social de los atentados, a pesar de que mantuvieron un buen ritmo —en 1987 hubo 29—, fue muy reducida —el atentado de mayor repercusión fue el hundimiento en mayo de 1990 de la réplica de la nao Santa María fondeada en el puerto de Barcelona desde 1929—.
En 1984 murió Toni Villaescusa mientras manejaba un artefacto explosivo en Alcira (Valencia) y en diciembre de 1985, Quim Sánchez. En febrero de 1984 la organización lanza una revista denominada Alerta, que desapareció más tarde.
Entre 1984 y 1989 algunos miembros de Terra Lliure fueron arrestados, aunque el grupo mantuvo buena parte de su estructura y capacidad operativa llegando a desarrollar dos grupos afines a su terrorismo separatista: los Comitès de Solidaritat amb els Patriotes Catalans (CSPC) y el Moviment de Defensa de la Terra (MDT).
En 1987 Terra Lliure realizó un atentado que desató una gran indignación. Colocó una bomba en el Juzgado de Borjas Blancas (Lérida) que provocó la muerte a una vecina del edificio colindante mientras dormía en su casa, Emilia Aldomà, de 62 años de edad. La organización se excusó mediante una llamada telefónica a TV3 en la que calificó el atentado de «lamentable error». El funeral se celebró el 11 de septiembre, «ante la indignación del medio nacionalista local».

### Primeros abandonos
En la III Asamblea de Terra Lliure, celebrada en el verano de 1988, la organización terrorista aprobó un ambicioso plan para los Juegos Olímpicos de Barcelona 1992, aunque una parte de los miembros empezó a desmarcarse y tras 1991 una fracción (la IV Asamblea) abandonó la lucha armada. Así lo confirmaría Pere Bascompte, uno de sus fundadores, poco después en los medios de comunicación.
Este fue el comunicado de abandono de las armas por parte de la IV Asamblea de Terra Lliure:

Terra Lliure, organización militar que lucha por la independencia total de Cataluña, se dirige por última vez al pueblo catalán para comunicar los siguientes acuerdos: vista la buena marcha de las negociaciones políticas establecidas entre los dirigentes independentistas procedentes de Catalunya Lliure y de ERC, habiendo comprobado el sentido de profunda responsabilidad política de ERC en el proceso hacia la independencia y habiendo considerado la demanda realizada por la dirección de ERC en la ronda de conversaciones, la dirección ejecutiva de Terra Lliure ha acordado, con la consulta y el acuerdo previos con cada uno/a de sus militantes y colaboradores/as, reconsiderar la posición inicial de tregua unilateral indefinida y aprobar la autodisolución de nuestra organización.

La autodisolución supuso el cese total de actividades terroristas de Terra Lliure, pero algunos elementos no aceptaron el abandono de la lucha armada y continuaron con actividades terroristas en las filas de ETA, como Joan Carles Monteagudo, integrante del Comando Barcelona que perpetró los atentados de Sabadell y la casa-cuartel de Vic, que se saldaron con 16 víctimas mortales. Monteagudo murió en 1991 durante un enfrentamiento con la Guardia Civil el día posterior al atentado cometido en Vic.

### Disolución
En junio de 1992, poco antes de la celebración de los Juegos Olímpicos de Barcelona, se produjo la detención, por sorpresa y en circunstancias que crearon bastante polémica, de unos 60 antiguos militantes de Terra Lliure en el marco de la denominada Operación Garzón (nombre del juez que la ordenó), hecho que impactó fuertemente en la sociedad catalana, ya que Terra Lliure se había autodisuelto y cesado sus actividades el año anterior y la opinión pública consideraba el tema ya superado. De los procesados, 15 detenidos presentaron una demanda contra España ante el Tribunal Europeo de Derechos Humanos alegando haber sufrido torturas. El 2 de noviembre de 2004 el Tribunal emitió su fallo. En él, si bien desestimaba las alegaciones de torturas por falta de pruebas, condenaba al Estado español por no haber realizado una investigación profunda y efectiva de los hechos, de acuerdo con el artículo 3 del Convenio Europeo de Derechos Humanos, a fin de averiguar si éstas habían tenido lugar, considerando que la investigación efectuada no había sido exhaustiva. España fue condenada a indemnizar a los demandantes con 8.000 euros cada uno por daños morales. También se le impuso el pago de 12.009 euros en concepto de costas legales.
Esquerra Republicana de Catalunya (ERC), una de las principales formaciones del independentismo catalán, hizo de mediador para la reinserción de los presos proponiendo la integración de los miembros de la organización en su partido, tomando como ejemplo la vía no violenta hacia la independencia de Lituania. Los antiguos activistas de Terra Lliure que se integraron en ERC no tenían causas criminales pendientes.  
La disolución formal de lo que quedaba de Terra Lliure fue hecha pública el 11 de septiembre de 1995, durante el Día Nacional de Cataluña o Diada. Todos los presos de la organización acabaron siendo indultados, algunos incluso tras negarse a recibir beneficios penitenciarios. Los últimos miembros de la organización condenados fueron indultados en 1994 y 1995 por el cuarto gobierno de Felipe González y en 1996 por el primer gobierno de José María Aznar. A finales de 1996 ya no quedaba ningún preso de Terra Lliure en cárceles españolas.
En 2003 fue detenido el exmiembro de Tierra Lliure Guillem Godó por fabricar y colocar artefactos explosivos en Barcelona en 2002 en oficinas de La Caixa, de Hacienda y un repetidor de televisión. Sus acciones ocasionaron daños materiales y ocho heridos. En 2006 fue condenado por la Audiencia Provincial de Barcelona a 21 años de prisión.
Poble Lliure ha sido considerada como sucesora del brazo político de Terra Lliure. En la actualidad, Poble Lliure es una organización integrada en la CUP.

## Balance final
Este es el balance que ha hecho el historiador Enric Ucelay-Da Cal de la trayectoria de Terra Lliure:

Terra Lliure duró unos diecisiete años, desde su fundación en 1978, su abandono de las armas en 1991 y su disolución definitiva en 1995; en ellos cometió entre ochenta y cinco y ciento noventa y seis atentados, según quien hace las sumas. Su lucha ofreció un balance de cinco fallecidos, de cuales cuatro fueron propios, tres manipulando bombas caseras. Un punto importante es que se creó una cierta confusión entre los grupos de lucha armada y la multitud de partidos independentistas, de tendencia grupuscular.